# Albert Gyergyai
Albert Gyergyai (n. 20 ianuarie 1893, Nagybajom, județul Somogy, Ungaria – d. 7 iulie 1981, Budapesta, Republica Populară Ungară) a fost un scriitor maghiar.